# Malarky
Malarky är ett sällskapsspel (brädspel) för 3-6 spelare, ursprungligen från USA där det skapades på mitten av 1990-talet av Ernie Capobianco. År 1997 utsågs det till ett av de bästa sällskapsspelen i USA. 
Spelet går ut på att bluffa så bra och trovärdigt som möjligt. Speldeltagarna får för varje spelomgång en fråga ställd av en spelledare – en fråga som har ett riktigt, sant svar – men bara en av deltagarna får det rätta svaret. För alla de andra gäller det att "dra en bluff", dvs försöka ljuga så bra man kan för att få så många deltagare som möjligt att tro på sitt svar. Ju påhittigare och trovärdigare svar man ljuger ihop, så att folk röstar på en, desto fler poäng får man (särskilt om man lyckas bluffa över det riktiga, sanna svaret).
I Sverige har spelet, som till stora delar påminner om rappakalja, tillverkats och distribuerats av Alga-spel.